# Kyan Himpe
Kyan Himpe (3 april 2006) is een Belgisch voetballer die onder contract ligt bij KV Kortrijk. 

## Clubcarrière
Himpe genoot zijn jeugdopleiding bij KV Kortrijk. Op 26 december 2024 maakte hij zijn officiële debuut voor het eerste elftal van de club: in de competitiewedstrijd tegen Sporting Charleroi (0-1-verlies) liet trainer Yves Vanderhaeghe hem een paar minuten voor het einde van de reguliere speeltijd invallen voor Dion De Neve. In januari 2025 ondertekende hij zijn eerste profcontract bij Kortrijk, dat hem tot medio 2027 aan de club verbond.

## Clubstatistieken
| Seizoen         | Club            | Land            | Competitie      | Competitie | Competitie | Beker | Beker | Supercup | Supercup | Europees | Europees | Totaal | Totaal |
| Seizoen         | Club            | Land            | Competitie      | Wed.       | Dlp.       | Wed.  | Dlp.  | Wed.     | Dlp.     | Wed.     | Dlp.     | Wed.   | Dlp.   |
| --------------- | --------------- | --------------- | --------------- | ---------- | ---------- | ----- | ----- | -------- | -------- | -------- | -------- | ------ | ------ |
| 2024/25         | KV Kortrijk     | Vlag van België | Eerste klasse A | 1          | 0          | 0     | 0     | —        | —        | —        | —        | 1      | 0      |
| Carrière totaal | Carrière totaal | Carrière totaal | Carrière totaal | 1          | 0          | 0     | 0     | 0        | 0        | 0        | 0        | 1      | 0      |

Bijgewerkt op 26 december 2024.

## Privé
- Himpe is de zoon van voormalig judoka Ulla Werbrouck en voormalig voetballer Dimitri Himpe.[3]